# 蘇憲法
蘇憲法（1948年—），臺灣油畫及水彩畫家，長期致力於台灣藝術教育。曾任國立臺灣師範大學美術系主任兼研究所所長、長榮大學美術系講座教授、臺南市立美術館董事長。

## 生平
1948年出生於嘉義縣布袋鎮小漁村，小學三年級時以一幅靜物蠟筆畫登上《小學生畫刊》封面。因為家境因素選擇就讀公費的嘉義師範學校美勞組，畢業後曾在臺南市立土城國小執教三年。在考上國立臺灣師範大學美術系後，以西畫為方向，持續於油彩及水彩創作。1973年參加第一屆全國青年學生書畫比賽，以作品《白色靜物》獲得大專美術科系組油畫類第一名，該作品目前典藏於國立國父紀念館。自1992年起開始舉辦個展，如2000年的《為臺灣把脈》、2001年的《映象之旅》、2003年的《視象與心象》、2006年的《蘇憲法創作展》、2011年的《澄境》個展、2016年的《韶光四季》回顧展2018年在杭州浙江美術館舉辦《韶華四季》油畫個展。

## 理念
蘇憲法在對美、英、法、西等歐美地區人文風景及美術館所的遊歷考察中透過異國文化尋找創作靈感，如2009年曾為英國London Metropolitan University 訪問學者，旅英期間適值秋季，以秋葉與水影創作一系列以「秋」為主題的創作，並2010年於紐約辦理展覽；2013年曾與妻子於法國馬賽港旅居一週，以南法風景創作了許多作品。他自我分析表示，自己的創作風格不斷嘗試創新，在大學時期嘗試了不同的創作風格，包括立體派和野獸派。畢業後，轉向寫實主義的創作風格，然後逐漸發展成半寫實風格。近年來，他開始將人生的回憶和對四季變化的感受融入藝術創作中。在作品中融入了東方水墨的詩意和寫意，並將其與油彩的表現相結合。這使他的創作從半具象寫實風格進一步演變為抽象寫實風格。

## 獲獎
- 1972年師大美術系展水彩第二獎

- 1973年全國大專美術科系書畫競賽油畫第一獎、全省水彩寫生比賽第二獎

- 1974年師大美術系畢展油畫首獎

- 1975年全省美展油畫首獎

- 1992年台北扶輪社傑出成果獎

- 1997年第38屆中國文藝獎章油畫創作獎[11]